# Удайїн
Удайїн або Удаябхадра (*д/н —446 до н. е.) — 3-й магараджа Маґадги у 460–446 роках до н. е., засновник Паталіпутри.

## Життєпис
Походив з династії Хар'янта. Син магараджи Аджаташатру. після смерті останнього у 460 році до н. е. успадкував трон. Про його діяльність відомо не достатньо. Продовжував загарбницьку політику своїх попередників. Для внутрішнього зміцнення держави заснував нову столицю Паталіпутру, біля злиття двох великих річок — ганг й Сон, що зробило її важливим торговельним та політичним центром. Ймовірно за його правління довелося знову вести війну з Аванті (сучасна Малва).
У внутрішній політиці сприяв торгівлі та ремісництву. В релігійному плані продовжував підтримувати буддистів та джайністів.
Помер 446 році до н. е. Після Удайїна династія заслабла, його сини — Анурудґа, Мунда і Даршака, боролися між собою, що призвело до послаблення держави. Лише 437 року прихід до влади онука Удайїна — Нагадасаки — стабілізувало ситуацію.